# Бременские музыканты (мультфильм)
«Бременские музыканты» — советский музыкальный рисованный мультфильм 1969 года, музыкальная фантазия на темы одноимённой сказки братьев Гримм, ставшая культовой в СССР благодаря музыке, написанной Геннадием Гладковым с элементами рок-н-ролла. Озвучил и спел песни практически всех героев мультфильма (за исключением Осла и Принцессы) актёр Олег Анофриев. В дальнейшем было выпущено два продолжения под названиями «По следам бременских музыкантов» (1973) и «Новые бременские» (2000).

## Сюжет
Молодой Трубадур и его четыре друга — Осёл, Пёс, Кот и Петух — приезжают к королевскому замку, чтобы дать цирковое представление. Всё идёт хорошо, зрители довольны. В процессе выступления Трубадур и Принцесса встречаются глазами и влюбляются друг в друга. На номере «Пирамида» артисты терпят неудачу: Трубадур, стоявший на голове у Кота, срывается и падает прямо в объятия Принцессы, а её отец — Король — выгоняет артистов со двора замка (те при падении умудрились ещё и разбить окно).
По дороге путники натыкаются на лесную хижину разбойников и их Атаманши, которые задумали напасть на королевский кортеж и ограбить Короля. Напугав и разогнав бандитов, друзья занимают их хижину и замышляют хитрый план.
Утром они переодеваются в разбойников и, похитив Короля, оставляют его в лесу привязанным к дереву. Тот слышит, как «разбойники» точат ножи, и горько плачет.
Появляется Трубадур, который поёт о своей несчастной любви. Король молит его о помощи. Юноша вбегает в хижину разбойников и вместе с друзьями устраивает там погром, имитируя сражение, а затем они «освобождают» правителя.
Благодарный Король приводит Трубадура во дворец и воссоединяет с Принцессой. Увы, друзьям Трубадура входа в замок нет. Весь вечер во дворце празднество, а главный герой учит свою невесту танцам.
Осёл, Пёс, Кот и Петух остаются под окнами. С утра они ещё пытаются позвать Трубадура, но потом смиряются и, грустные, уезжают из города одни. Но из замка, пока все спят, выскальзывают Трубадур и Принцесса. Они догоняют друзей, и все вместе они уезжают навстречу своим новым приключениям.

## Создатели
- Авторы сценария: Василий Ливанов, Юрий Энтин
- Стихи: Юрия Энтина
- Режиссёр: Инесса Ковалевская
- Художник-постановщик: Макс Жеребчевский
- Ассистент художника: Светлана Скребнева[a]
- Композитор: Геннадий Гладков
- Звукорежиссёр: Виктор Бабушкин
- Оператор: Елена Петрова
- Ассистенты: Е. Новосельская, Светлана Кощеева[b] (в титрах — С. Кащеева), Татьяна Митителло[c]
- Редактор: Аркадий Снесарев
- Монтажёр: Елена Тертычная
- Художники-мультипликаторы:
  - Олег Сафронов[d]
  - Эльвира Маслова
  - Виолетта Колесникова
  - Виталий Бобров
  - Александр Давыдов
  - Леонид Носырев
  - Анатолий Петров
  - Виктор Шевков
  - Татьяна Померанцева
  - Анатолий Солин
  - Галина Баринова
  - Игорь Подгорский
  - Яна Вольская
  - Марина Восканьянц
- Художники: Сергей Маракасов, Ирина Светлица
- Директор картины: А. Зорина
- Поют:
  - Принцесса — Эльмира Жерздева
  - Петух / Кот / Осёл / Пёс / разбойники / охрана — Олег Анофриев и Анатолий Горохов
  - Трубадур / Атаманша / Король / охранник с пушкой — Олег Анофриев

## Отбор актёров
Для озвучивания мюзикла специально подобрали целую «команду» артистов. Олегу Анофриеву сперва отвели только роль Трубадура. Петь за Атаманшу пригласили Зиновия Гердта, за Принцессу — солистку квартета «Аккорд» Зою Харабадзе, за Осла — Олега Янковского, за Пса и Балбеса — Юрия Никулина, за Кота — Андрея Миронова, за Петуха и Труса — Георгия Вицина, за Бывалого — Евгения Моргунова. Фонограмму должны были записывать на студии «Мелодия», которая была постоянно занята, поэтому запись назначили на двенадцать ночи. Однако к назначенному часу пришёл лишь один Анофриев с заявлением, что записываться не может, потому что он заболел и у него температура 39 °С. После чего позвонил Гердт и сказал, что не рассчитал где-то на вечеринке и изрядно выпил, поэтому попросил перенести запись. Никулин и Вицин не пришли по одинаковой причине — несогласованное расписание съёмок. По разным причинам не смогли прийти Харабадзе, Миронов и Янковский. В итоге Анофриев ради пробы спел почти за всех. У самого Олега Анофриева — немного иная версия, о которой он рассказал в одном из интервью:

Это произошло не совсем случайно, так как я к тому времени был не только очень популярным актёром, но и исполнителем песен. Я часто участвовал в различных детских передачах на радио и пел известные эстрадные песни. Когда ко мне пришли домой ребята — Вася Ливанов, Гена Гладков и Юра Энтин — и показали эту музыкальную сказку, то я сказал, что мне очень нравится данный музыкальный материал. В то время я очень увлекался «Театром одного актёра» и пытался сыграть несколько ролей в тех или иных спектаклях, и поэтому я потребовал исполнения всех ролей, за исключением Принцессы.

Анофриев пытался спеть и за Принцессу, но потерпел неудачу, потому что её партия была написана для лирико-колоратурного сопрано. В результате в ту же ночь пришлось в срочном порядке вызывать вокалистку Эльмиру Жерздеву, которая была однокурсницей Геннадия Гладкова по Гнесинскому училищу. Осла, Петуха, Пса, Кота, разбойников озвучил друг Энтина, поэт Анатолий Горохов — автор текстов к известным песням «Королева красоты» и «Наша служба и опасна, и трудна».

## Персонажи

Разбойники из мультфильма Бременские музыканты. Слева направо: Балбес, Бывалый, Трус

Принцесса и Трубадур первоначально выглядели совсем иначе, чем на экране. Их первые наброски сделал художник-постановщик Макс Жеребчевский. Трубадур у него был изображён в колпаке, как скоморох, что Инессе Ковалевской не понравилось. Но потом ей в руки попал журнал иностранной моды из закрытой библиотеки Госкино, где она увидела мальчика-блондина с причёской под «битлз» и втиснутого в джинсы-клёши. Похожим оказался солист Ансамбля Моисеева Вячеслав Бакшеев, танец и движения которого были специально засняты на кинопленку, после чего перенесены в рисунки. Окончательный облик Принцессы, по одной версии, Василий Ливанов срисовал с жены Юрия Энтина Марины (по словам самого Энтина, красное мини-платье Принцессы было свадебным платьем Марины). По другой версии — Ковалевская в том же журнале иностранной моды увидела фотографию девочки в соответствующем мини-платье, а её причёску с забавными хвостами, торчащими в разные стороны, предложила ассистент художника-постановщика Светлана Скребнёва.
Лесные разбойники были выполнены под популярную в кино троицу — Трус, Балбес и Бывалый, в исполнении артистов Георгия Вицина, Юрия Никулина и Евгения Моргунова соответственно.
В короле можно узнать Эраста Гарина, неоднократно исполнявшего королей в других фильмах-сказках («Золушка», «Обыкновенное чудо», «Каин XVIII», «Полчаса на чудеса»). Прототипом Атаманши стала балерина из Театра оперетты Тамара Вишнёва, жена режиссёра Вячеслава Котёночкина, которая действительно иногда устраивала зажигательное танцевальное шоу на бочке. Анофриев, записывая партии Атаманши, старался имитировать стиль речи актрисы Фаины Раневской.

## Песни
| №  | Названия                                          | Исполняют персонаж(и)          |
| 1. | Песня друзей (Ничего на свете лучше нету)         | Бременские музыканты           |
| 2. | Вокализ (Паба-паба-ба) (Марш парад)               | Трубадур, Бременские музыканты |
| 3. | Дуэт Принцессы и Трубадура                        | Принцесса, Трубадур            |
| 4. | Песня разбойников (Говорят, мы бяки-буки)         | Разбойники                     |
| 5. | Песня охраны (Ох, рано встаёт охрана!)            | Охрана                         |
| 6. | А как известно, мы народ горячий                  | Бременские музыканты           |
| 7. | Песня Трубадура (Куда ты, тропинка, меня привела) | Трубадур                       |
| 8. | Финальная песня друзей                            | Бременские музыканты           |

В 2012 году пластинка с песнями из «Бременских музыкантов» заняла третье место в списке 50 лучших альбомов фирмы «Мелодия» по итогам опроса читателей Openspace.ru (уступив только альбомам «Арии» и «Кино»).
Общий тираж грампластинок с песнями из мультфильмов «Бременские музыканты» и «По следам бременских музыкантов» за первые два года достиг 28 миллионов.

## Память

### Скульптуры
В 2007 году скульптурная композиция с фонтаном «Бременские музыканты» была установлена в сквере возле ДК имени 1 Мая города Красноярска — 56°00′58″ с. ш. 92°59′00″ в. д..
В октябре 2009 года в городе Хабаровске, возле Хабаровских городских прудов, были установлены скульптуры героям мультипликационного фильма. Авторы: художники Б. Федоровский и М. Ананенко.
- Принцесса и Трубадур — 48°28′41″ с. ш. 135°04′39″ в. д.HGЯO.
- Осёл, Пёс, Кот и Петух — 48°28′43″ с. ш. 135°04′43″ в. д.HGЯO.
- Король и Сыщик — 48°28′44″ с. ш. 135°04′45″ в. д.HGЯO.
- Атаманша и разбойники — 48°28′44″ с. ш. 135°04′46″ в. д.HGЯO.

В мае 2021 года на Троицкой площади города Кургана, возле Курганской областной филармонии, установлены скульптуры персонажей из мультфильма «Бременские музыканты» (Трубадур, Осёл, Пёс, Кот, Петух и Принцесса). Изготовитель — ООО «Экспресс Профи» из Смоленска. Стоимость поставки составила около 712 тыс. рублей — 55°26′12″ с. ш. 65°21′16″ в. д..

Бременские музыканты в Хабаровске
Осёл, Кот, Пёс и Петух
Принцесса и Трубадур
Атаманша, Трус, Балбес и Бывалый
Сыщик и Король

### Монеты
12 августа 2019 года Банк России выпустил памятные монеты из медно-никелевого сплава номиналом 25 рублей, посвященные мультфильму «Бременские музыканты».

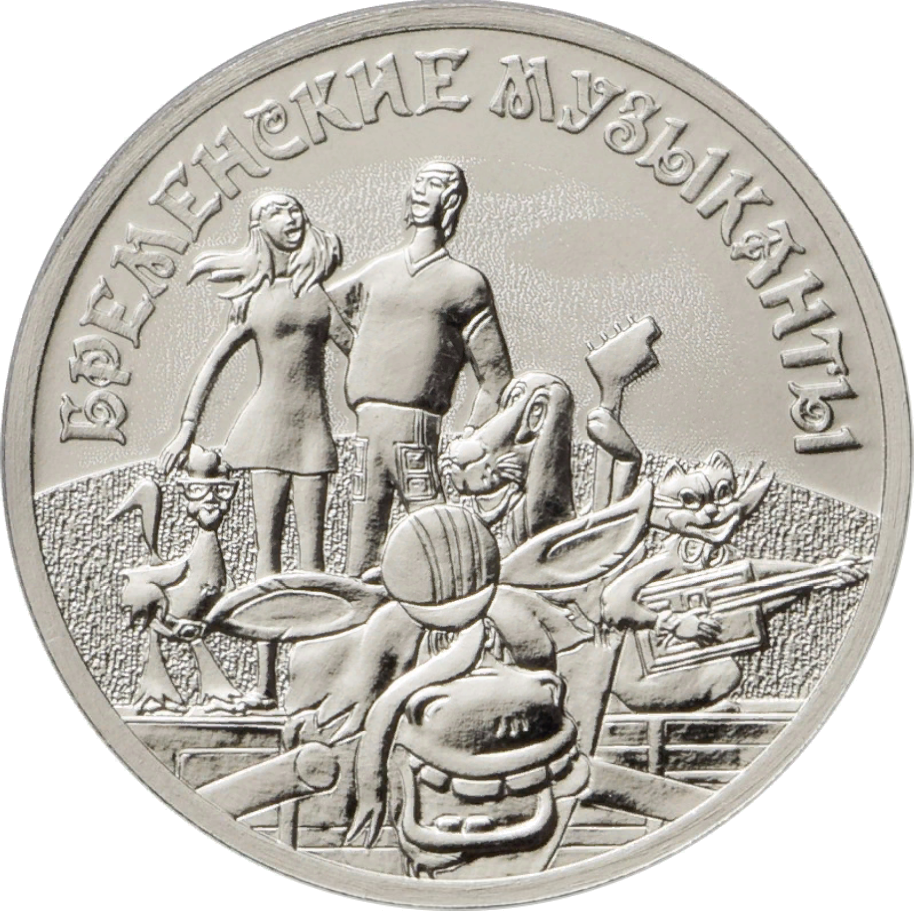
25 рублей 2019 г.

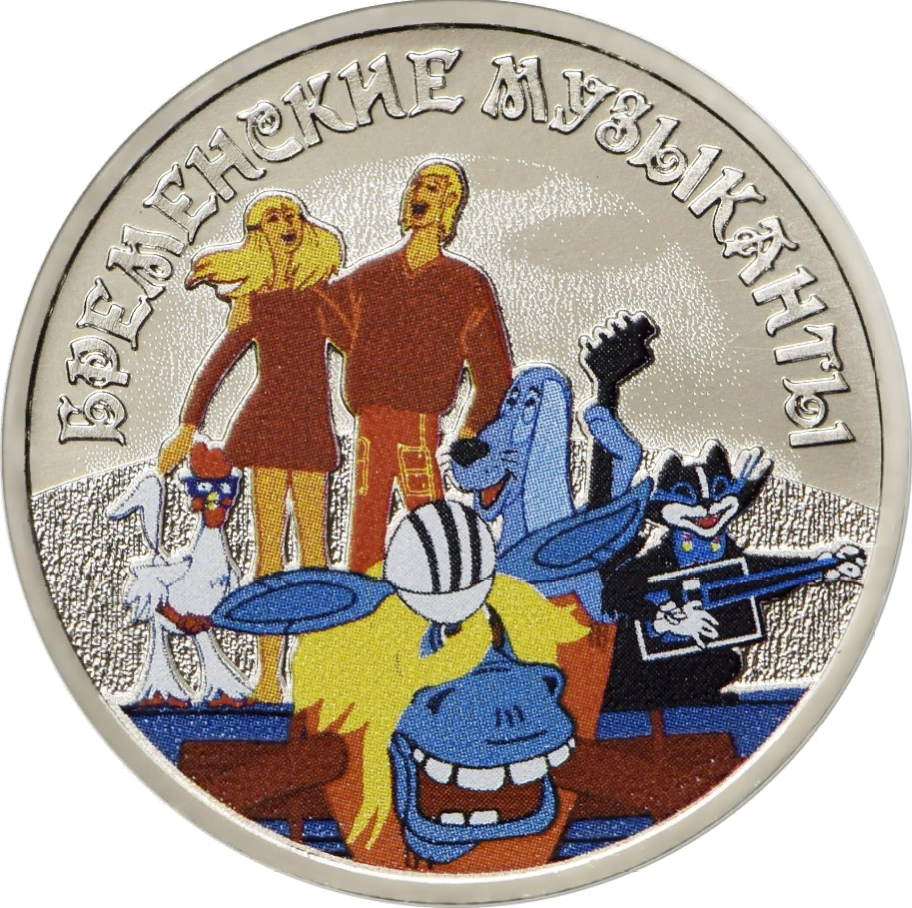
25 рублей 2019 г. (в специальном исполнении)

## Критика
Инесса Ковалевская по первому образованию — театровед. Окончив Высшие курсы режиссёров и сценаристов, она пришла на «Союзмультфильм». Первая творческая победа — мультипликационный мюзикл «Бременские музыканты» (1969). В содружестве с композитором Геннадием Гладковым, сценаристом Василием Ливановым, поэтом Юрием Энтиным и художником Максом Жеребчевским они создали киношлягер на все времена, раскрасив классический сюжет современными ритмами, пёстрыми красками, остроумными гэгами и модными костюмами героев.
— Сергей Капков
Романтичный и дерзкий в своём вольном пересказе сюжета сказки братьев Гримм, с откровенным влиянием культуры «хиппи» 1960-х годов, мультфильм подвергся неоднозначной оценке. Инессу Ковалевскую обвиняли в непрофессионализме и в «тлетворном влиянии Запада»; писали, что её даже не приняли в Союз кинематографистов. На худсовете «мама» детского музыкального театра Наталия Сац с возмущением говорила, что Тихона Хренникова было продано всего 3 млн экземпляров, а «Бременских музыкантов» — 28 млн пластинок, что свидетельствует о «приближении развала страны». Высказался и Ростислав Бойко, который назвал новую ленту «Союзмультфильма» «марихуаной для детей».
По словам Ю. Энтина, после того, как Олег Анофриев на концерте в Кремле спел песню со словами «нам дворцов заманчивые своды не заменят никогда свободы» и обвёл руками дворец, включая правительственную ложу, сидящим там членам правительства это не понравилось, и с Анофриевым даже провели беседу; позже по той же причине песню запретили петь и Льву Лещенко.
По словам же О. Анофриева, это не соответствует действительности:

 Во-первых, я — достаточно интеллигентный и культурный, как я считаю, человек, чтобы позволить себе такие «штучки», которые себе позволяют нынешние эстрадники. Мы все были, честно говоря, неплохо воспитаны и довольно в строгих традициях, чему я очень рад. Во-вторых, во времена Брежнева я ещё и не пел в Кремлёвском дворце съездов, это произошло гораздо позже, и не потому, что я был плох или хорош, просто тогда существовали другие «звёзды».